# Kovali, Kaniv
Kovali (în ucraineană Ковалі) este un sat în comuna Lîtvîneț din raionul Kaniv, regiunea Cerkasî, Ucraina.

## Demografie
Componența lingvistică a localității Kovali
     Ucraineană (96,45%)
     Rusă (3,55%)
Conform recensământului din 2001, majoritatea populației localității Kovali era vorbitoare de ucraineană (96,45%), existând în minoritate și vorbitori de rusă (3,55%).